# Trogolo

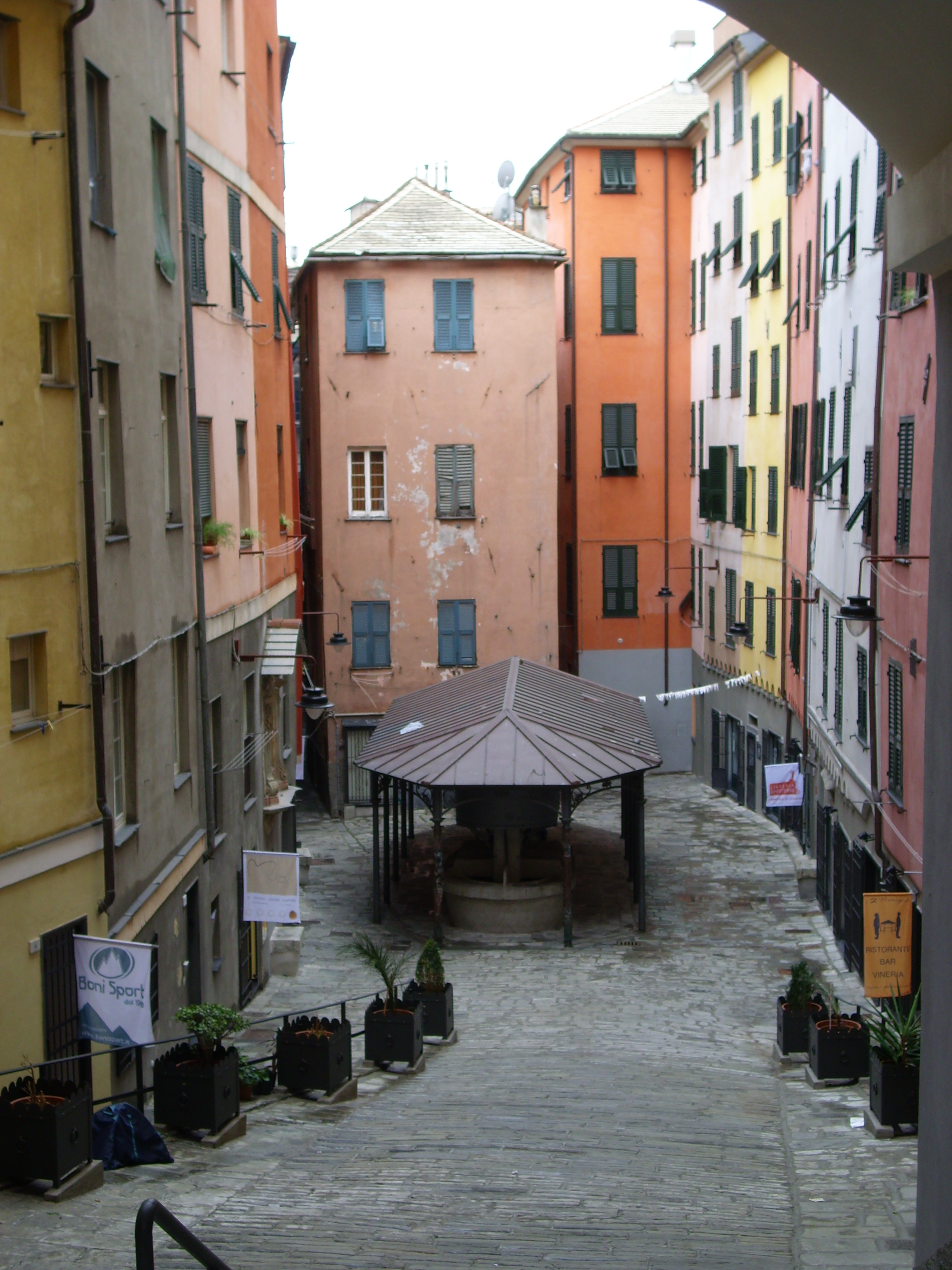
Piazza dei Truogoli di Santa Brigida, quartiere Prè, Genova

Trogolo (forma letteraria: truogolo, in ligure: treuggiu o treuzziu o tröiü) è un termine di origine longobarda con cui si indica una vasca costruita dall'uomo, in genere di forma quadrangolare, realizzata in legno, pietra o mattoni, allo scopo di raccogliere acqua piovana, lavare indumenti, spegnere la calce, o raccogliere materiali di varie lavorazioni.
Un trogolo utilizzato per contenere cibo per animali è detto mangiatoia, abbeveratoio se invece contiene acqua. In genere, la mangiatoia dei maiali è detta semplicemente trogolo.
In geologia, il trogolo glaciale è un sinonimo di doccia valliva.